# Pholcus guani
Espèce
Pholcus guani est une espèce d'araignées aranéomorphes de la famille des Pholcidae.

## Distribution
Cette espèce est endémique du Liaoning en Chine,.

## Publication originale
- Song & Ren, 1994 : Two new species of the genus Pholcus from China (Araneae: Pholcidae). Journal of Hebei Normal University. Natural Science Edition, vol. 1994, Supplement, p. 19-23.